# ژان لرمیت
ژاک ژان لرمیت (فرانسوی: Jacques Jean Lhermitte‎؛ ‏ English: ‎/lɛərˈmiːt/‎ ؛ ‏۲۰ ژانویهٔ ۱۸۷۷ – ۲۴ ژانویهٔ ۱۹۵۹) متخصص مغز و اعصاب و روان‌پزشک عصبی اهل فرانسه بود. وی در دانشگاه پاریس تحصیل کرد و مدرک دکترای پزشکی خود را در سال ۱۹۰۷ دریافت نمود. لرمیت رئیس «بنیاد دژارین» (تحت حمایت مالی ژوزف ژول دژارین) و مدیر بالینی بیمارستان پیتیه-سالپتریر بود. وی در جریان جنگ جهانی اول به روان‌پزشکی عصبی علاقمند شد و مقاله‌هایی در زمینهٔ توهم بینایی منتشر کرد. نشانه لرمیت و چندین سندرم و بیماری بالینی دیگر در پزشکی به افتخار او نام‌گذاری شده است.
وی همچنین برندهٔ جوایزی همچون نشانه لژیون دونور (فرمانده) شده است.